# Guanyin
Guanyin (cinese semplificato: 观音; cinese tradizionale: 觀音; Pinyin: Guānyīn; Cantonese Jyutping: Gun1 Jam1; coreano: 관음 (hanja: 觀音), Gwan-eum; giapponese: Kannon (観音); vietnamita: Quan Âm o Quán Thế Anima) è il bodhisattva associato al concetto di compassione nel buddismo dell'Asia orientale. Il nome di Guanyin è una forma abbreviata di Guanshiyin, che significa l'Essenza della saggezza che considera i suoni del mondo. Parliamo anche a volte, di Guanyin Pusa (cinese semplificato: 观音菩萨; cinese tradizionale: 觀音菩薩; pinyin : Guānyīn Púsà ; letteralmente Bodhisattva Guanyin); Shō-kannon 聖観音 (o Shō-kan'non) o anche Senju Kannon Bosatsu in Giappone.
A differenza dell'India, la sua rappresentazione in Cina, Corea, Giappone e Vietnam è femminile, una rarità nel buddismo. La sua forma giapponese a volte ha caratteristiche maschili.
La tesi generalmente accettata in Asia orientale è che Guanyin tragga origine dall'Avalokiteśvara indiano. Comunemente considerata in Occidente come la dea della Compassione, Guanyin è anche venerata dai taoisti come l'Immortale. L'indiano Avalokiteśvara e la cinese Guanyin si distinguono però per il fervore religioso che suscitano: se il primo è considerato uno dei bodhisattva più importanti del buddhismo indiano, l'altra è elevata al rango di divinità.

## Rappresentazioni

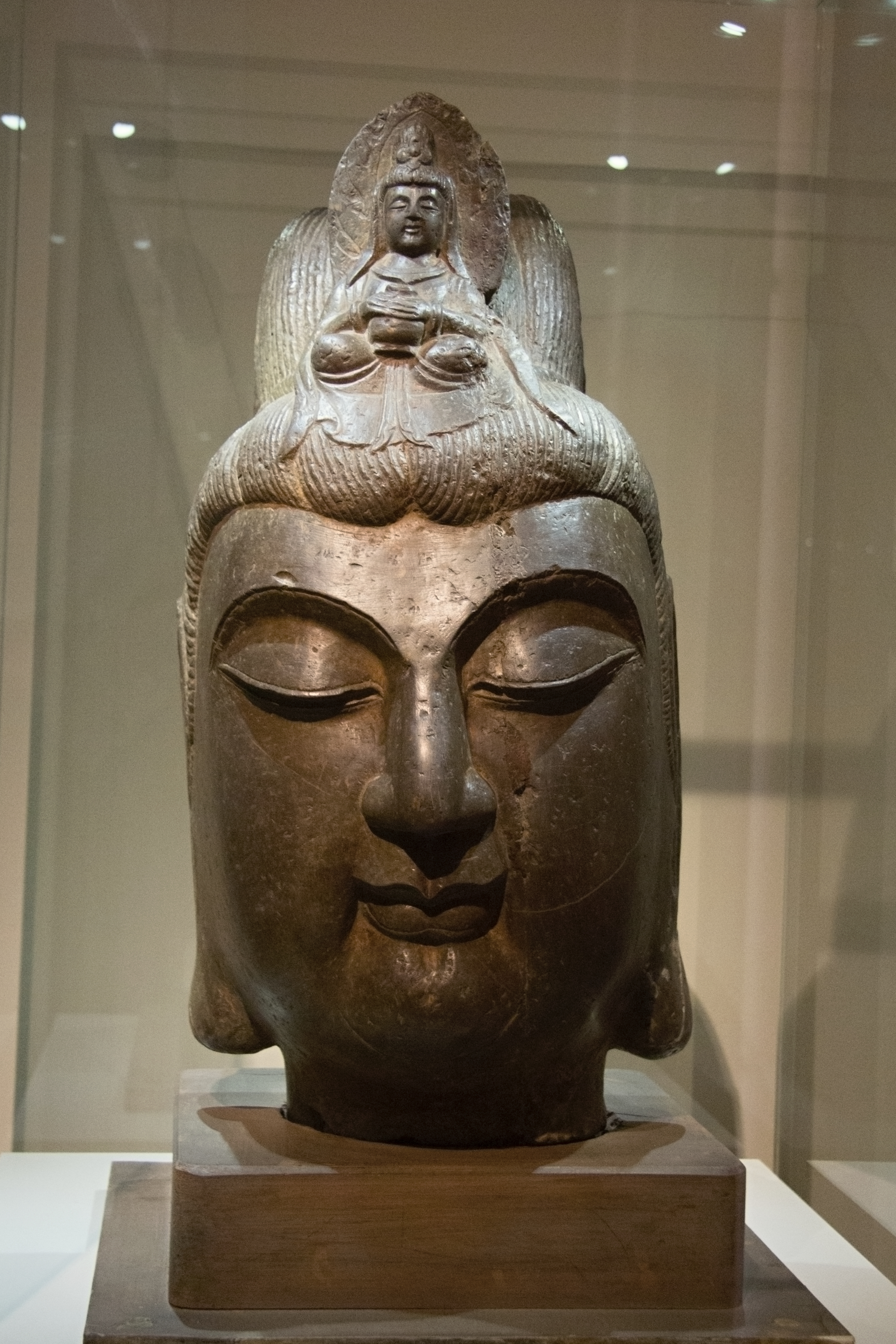
Capo di Guanyin, Buddha Amitābha nella sua acconciatura. Calcare, periodo della dinastia Jin (1115-1234), Cina. Museo Náprstek Prague (foto scattata l'11 maggio 2014)

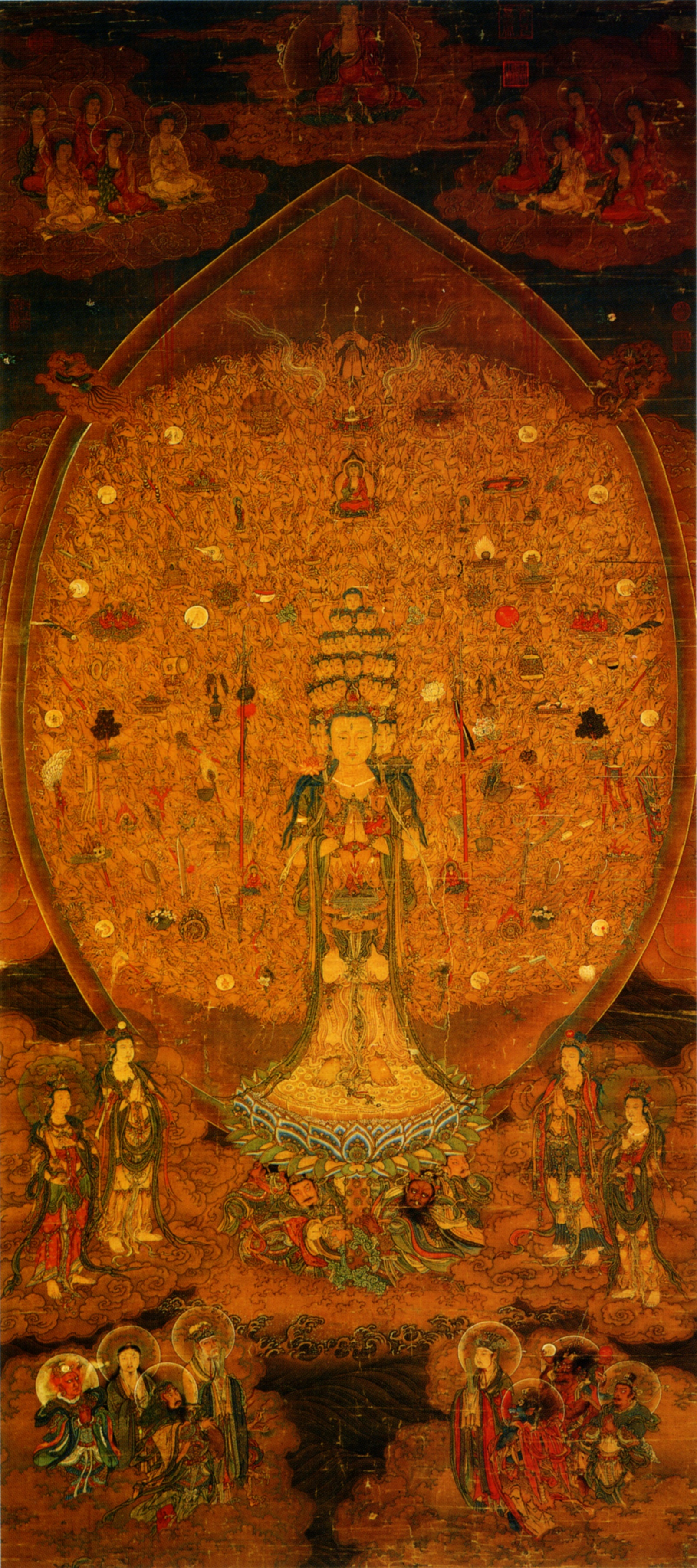
Guanyin con mille mani e mille occhi. Modello della dinastia Song: S-. Colori su seta. 79,2 x 176,8 cm. Museo del Palazzo Nazionale (Taiwan)

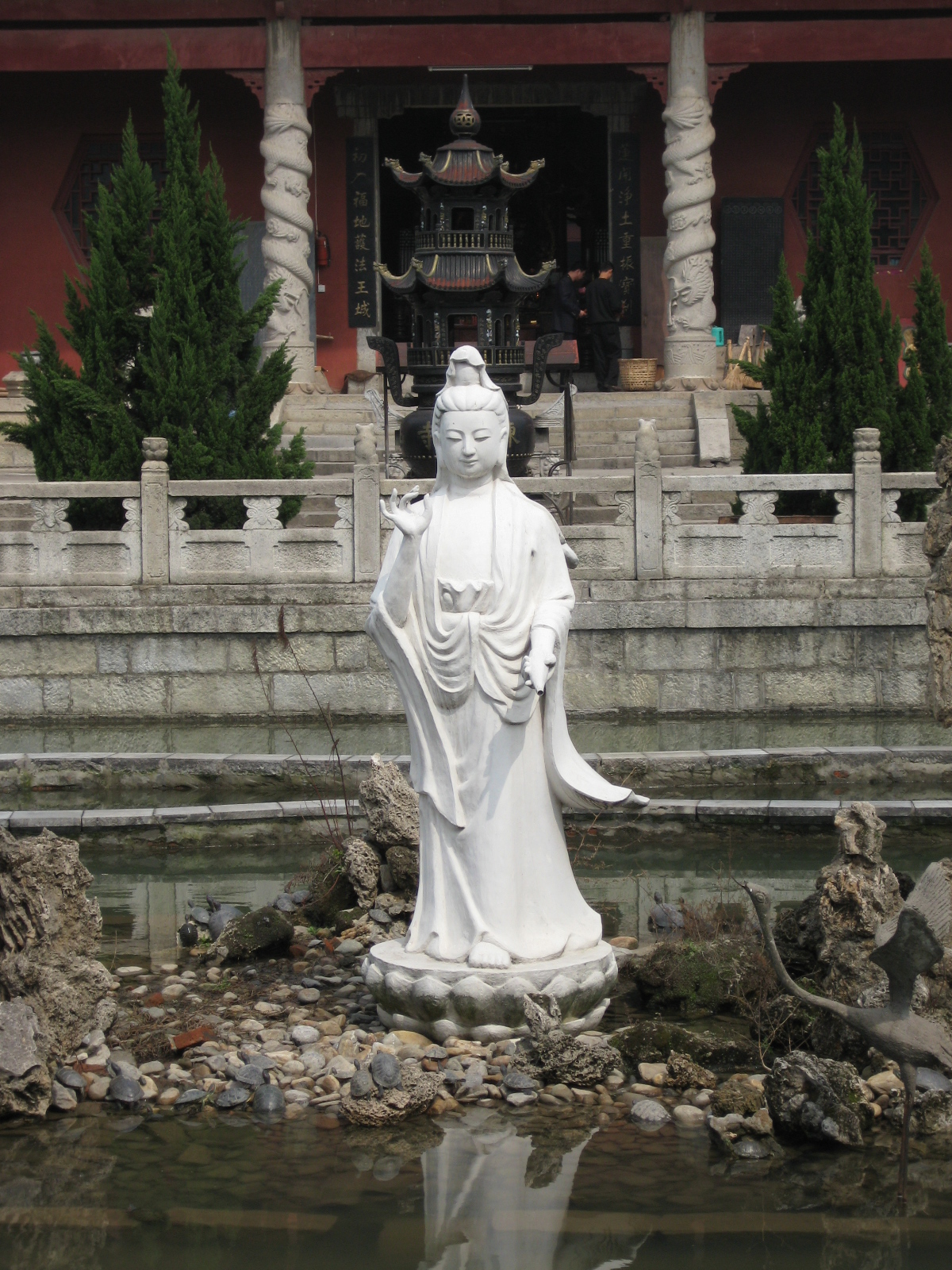
Guanyin dal tempio Donglin. Scultura moderna

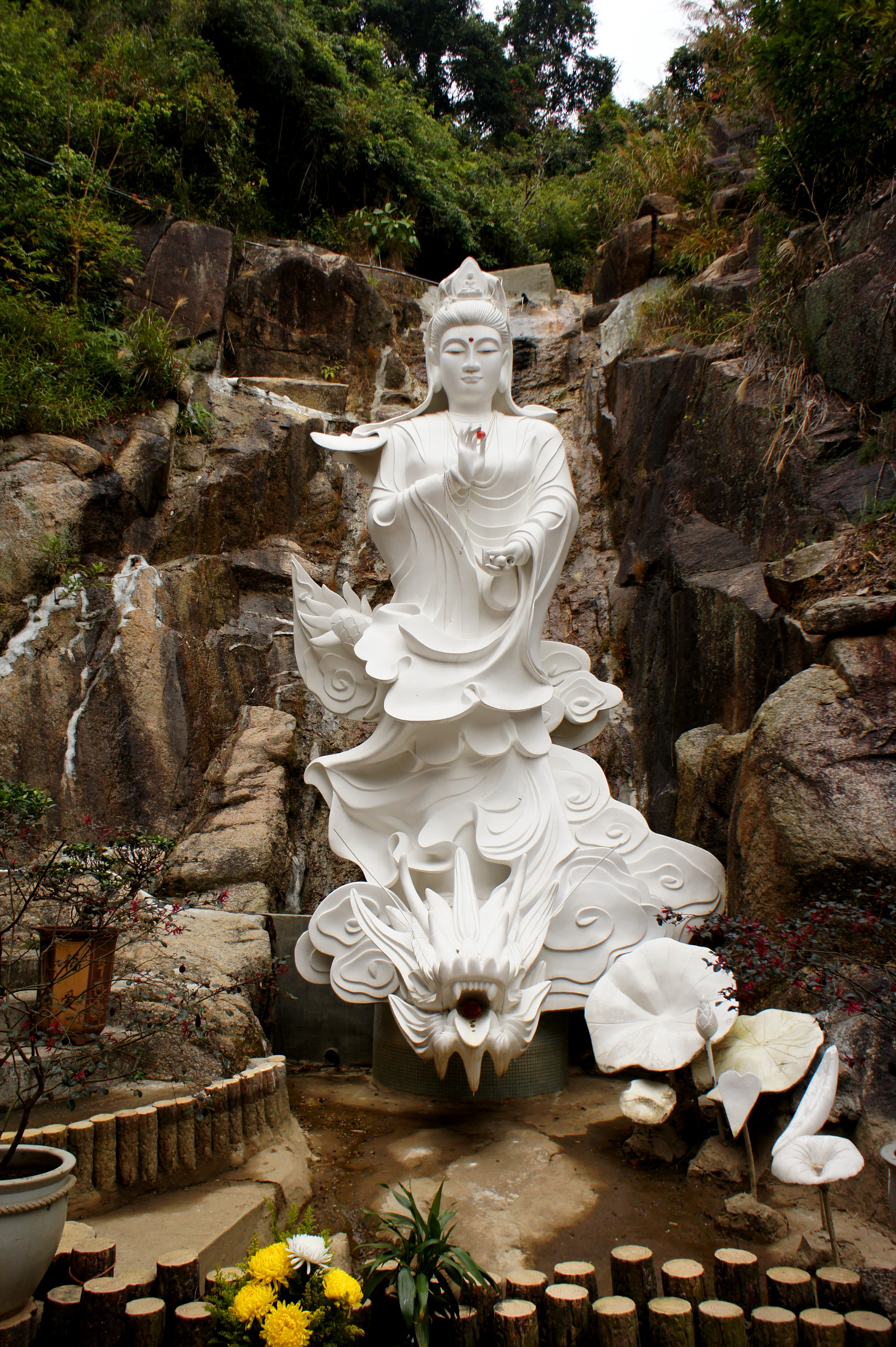
Scultura moderna di Guanyin al Monastero dei Diecimila Buddha (Hong Kong)

Guanyin è una pusa (bodhisattva in sanscrito), vale a dire che ha ottenuto l'illuminazione, ma poiché non vuole raggiungere immediatamente il grado di Buddha, si ferma lungo la strada per consentire agli uomini di beneficiare del suo insegnamento. In Cina è chiamata la dea della misericordia, perché si ferma un attimo sul sentiero della Via, per osservare gli uomini e prestare un orecchio comprensivo alle loro disgrazie.
La si rappresenta più spesso drappeggiata in un lungo abito bianco che la copre dalla testa ai piedi; tiene in mano il vaso di giada e un ramo di salice; é acconciata con i capelli legati con uno chignon in cima alla testa, al centro del quale è rappresentato il suo maestro, Buddha Amitābha; la sua pelle è bianca come il latte, almeno questa è l'immagine più comune che abbiamo di lei in Cina e quella che si trova nel romanzo di Viaggio in Occidente.
Avrebbe risieduto sul monte Putuo, circondata da una miriade di divinità al suo servizio. È spesso seduta in meditazione con le gambe incrociate o in piedi su una foglia di loto e un'aureola dorata le circonda la testa.
Ma Guanyin è anche migliaia di forme diverse per rappresentare le sue molteplici capacità; può quindi avere da una a undici teste e da due a quattro, anche otto e fino a mille braccia; in Cina esisterebbe un gruppo di otto o trentadue rappresentazioni della Dea. Trentatré forme sono comunemente rappresentate e sarebbero adattate dalla leggenda di Miao-shan.
- 1)[11](楊王觀音 Yangwang Guanyin) Guanyin del pioppo, Guanyin Regina della Medicina o (楊柳 觀音 Yangliu Guanyin) Guanyin del salice: la Regina della Medicina Guanyin, seduta a gambe incrociate su un fiore di loto, con un ramo di salice nella mano destra e nella mano sinistra all'altezza del torace;
- 2)  (龍頭觀音 Longtou Guanyin) Guanyin con la testa di drago (conosciuta anche con il nome Longnü): seduta su un drago o una tartaruga marina, il velo ripiegato sulla crocchia alta, tenendo in mano un loto in fiore o eseguendo una postura di meditazione nascosta sotto il vestito; questa forma spesso tiene in braccio un bambino ed è confusa con Guanyin Donatrice di Bambini ;
- 3)  (持線觀音 Chixian Guanyin) Guanyin con le Scritture: seduta in posizione di meditazione, con in mano un rotolo delle Sacre Scritture ;
- 4)  (圓光觀音 Yuanguang Guanyin) Guanyin con il Globo della Luce: seduto in meditazione, le mani unite e circondate da raggi di luce ;
- 5)  (遊戲觀音 Yuanxi Guanyin) Guanyin ozioso e Teatrale : seduto su una gamba, l'altra rannicchiata, la mano destra appoggiata sulla sua nuvola e l'altra sul ginocchio ;
- 6)  (白衣觀音 Baiyi Guanyin) (Pândaravâsinî) Guanyin dall’abito bianco : seduto su un fiore di loto, con le mani in meditazione o che tengono le scritture, spesso confuso con Longtou Guanyin o Baishen Guanyin (Shvetabhagavatî) ;
- 7)  (連觀臥音 Lianwo Guanyin) Guanyin disteso : seduto su un fiore di loto o sdraiato e meditativo ;
- 8)  (瀑見觀音 Pujian Guanyin) Guanyin con la cascata : seduto in meditazione su una roccia davanti a una cascata ;
- 9)  (施樂觀音 Shile Guanyin) Guanyin indulge nella gioia : seduto, mano destra appoggiata sul viso, contemplando un fiore di loto ;
- 10) (魚籃觀音 Yulan Guanyin) Guanyin col cesto di pesce : in piedi su un pesce o che tiene un cesto con un pesce (scena tratta da Xiyouji), senza dubbio una delle sue apparizioni più famose e rappresentate ;
- 11) (德王觀音 Dewang Guanyin) Guanyin regina della Virtù : seduto in meditazione con in mano un ramo di salice, spesso confuso con Yangliu Guanyin ;
- 12) (水月觀音 Shuiyue Guanyin) Guanyin dalla luna sull'acqua : seduto o in piedi su un fiore di loto, a volte munito di tre teste e sei braccia, mentre osserva il riflesso della Luna sull'acqua ;
- 13) (一葉觀音 Yiye Guanyin) Guanyin dalla foglia : seduto in completo rilassamento su una foglia o in piedi su di essa sull'Oceano, a volte chiamato (海 Guohai Guanyin) Guanyin che passa sul mare ;

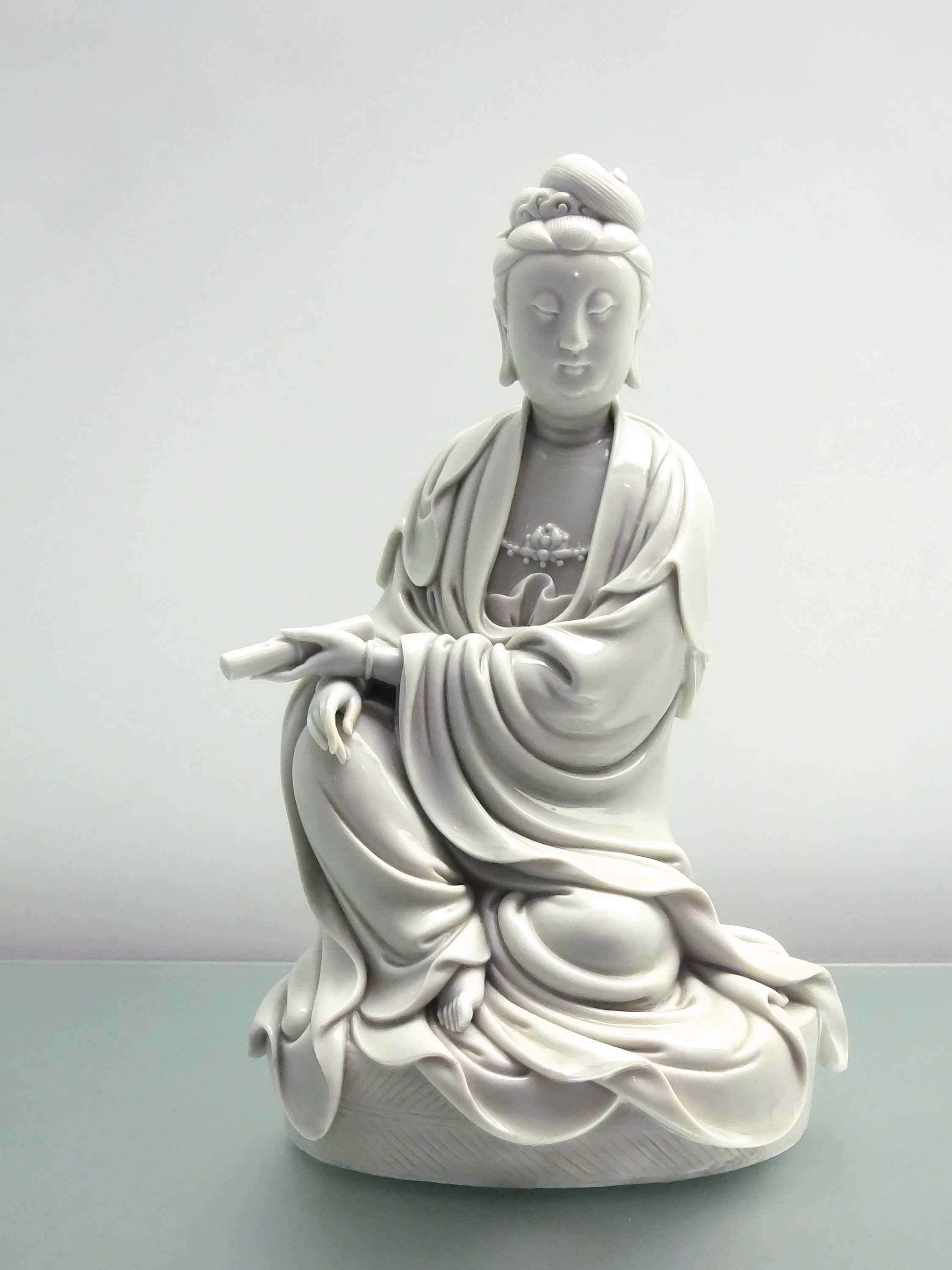
Guanyin seduto. Porcellana Dehua, XVII - XVIII secolo. Museo d'arte di Hong Kong

- 14) (青頸觀音 Qingjing Guanyin) Guanyin dal collo blu (Nîlakanthâvalokiteśvarâ) : seduto su un loto o una roccia, mentre tiene un loto nella mano sinistra e con la destra abbozza il mudra della pace oppure si appoggia a una roccia, con un vaso ai suoi piedi, a volte provvisto di tre teste e quattro braccia ciascuna che regge un bastone, un loto, un anello e una conchiglia; l'origine della leggenda del "collo blu" è nell'episodio della zangolatura del mare di latte (sanscrito IAST: kṣīrodamathana)[12], una delle canzoni del Bhagavata Purana: Shiva, dopo che Visnu aveva decapitato il demone Râhu, iniziò a bere il veleno halāhala[13] che distrugge tutto, per salvare il mondo; non lo ingoiò del tutto, ma il veleno era così potente che la sua gola diventò blu, da cui il nome Nīlakaṇṭha (sanscrito IAST: nīla = blu + kaṇṭha = gola), "gola blu"[14][15].
- 15) (威德觀音 Weide Guanyin) Guanyin dalla virtuosa maestà: seduta in rilassamento regale, tiene nella mano destra un loto, senza dubbio la più rappresentata delle sue forme in Cina ;
- 16) (延命觀音 Yanming Guanyin) Guanyin Prolungatrice della vita : seduto pensieroso dietro una roccia ;
- 17) (眾寶觀音 Zhongbao Guanyin) Guanyin dai molti tesori : seduto in rilassamento regale ;
- 18) (岩戶觀音 Yanhu Guanyin) Guanyin dalla Porta di roccia : seduto all'ingresso di una grotta ;
- 19) (能靜觀音  Nengjing Guanyin) Guanyin dall’immobile capacità : seduto dietro una roccia ;
- 20) (阿耨觀音 Anou Guanyin) Guanyin fine della vita : seduto su uno scoglio in riva al mare, che protegge dai mostri acquatici e dagli annegamenti ;
- 21) (阿麼觀音 Ame Guanyin) Guanyin dalle domande : seduto in rassamento regale su una tigre bianca o su uno scoglio, può essere dotato di una testa con tre occhi e quattro braccia ;
- 22) Yeyi Guanyin (葉衣觀音 Yingyi Guanyin) Guanyin Porta buste : seduto su una roccia, con le mani nelle maniche, o tenendo nella mano destra un gioiello circondato dalle fiamme, l'equivalente indiano di (Parnashavarî) o (Palashambarî);
- 23) (珠璃觀音 Zhuli Guanyin) Guanyin dal gioiello di Berillo : in piedi su una foglia appoggiata sull'acqua, con in mano un gioiello ;
- 24) (多羅觀音 Duoluo Guanyin) Tārā Guanyin : è la Tārā Verde, una delle forme del boddhisattva femminile Tārā, rappresentata seduta su un loto, o in piedi su una nuvola con le mani drappeggiate nella sua veste[16]
- 25) (蜍利觀音 Chuli Guanyin) Guanyin dalla conchiglia : seduta in meditazione su una conchiglia, le mani drappeggiate nel vestito ;

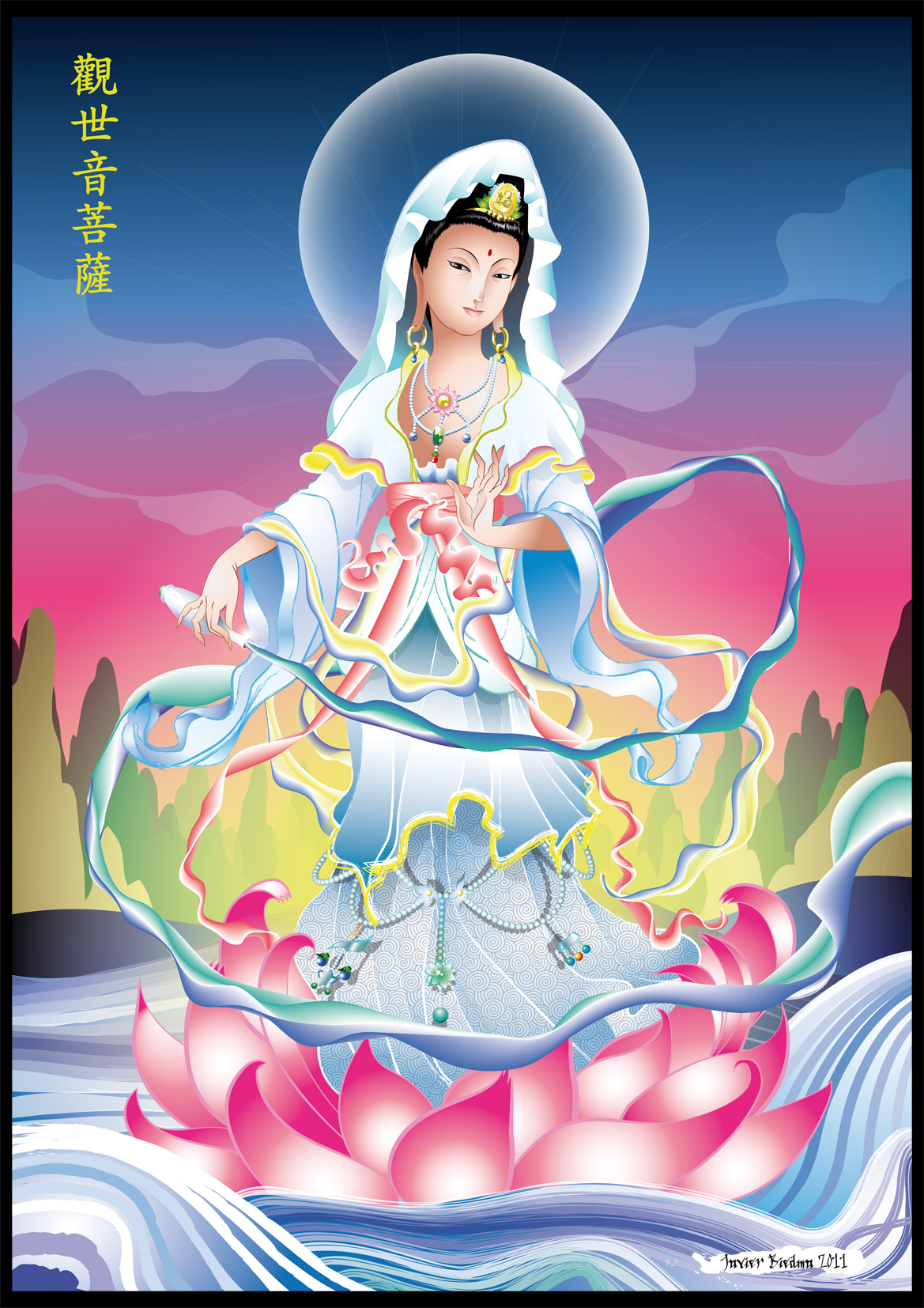
Guanyin. Javier Biedma, illustratore, Barcellona. 2011

- 26) (六時觀音 Liushi Guanyin) Guanyin delle sei ore del giorno : in piedi, con in mano un libro ;
- 27) (普悲觀音 Pubei Guanyin) Guanyin della tristezza universale : in piedi con le mani drappeggiate nel suo vestito ;
- 28) (馬郎觀音 Malang Guanyin) Guanyin mercante Ma : vestita come una ricca mercante ;
- 29) (合掌觀音 Hezhang Guanyin) Guanyin dalle   mani unite : in piedi con le mani giunte in adorazione ;
- 30) (一如觀音 Yiru Guanyin) Guanyin dell'Unità : seduto in rilassamento regale su una nuvola ;
- 31) (不二觀音 Buer Guanyin) Guanyin senza uguali : in piedi su un fiore di loto con le mani giunte sul ventre ;
- 32) (持蓮觀音 Chilian Guanyin) Guanyin dal Lotus : in piedi tenendo un fiore di loto con entrambe le mani o le mani giunte ;
- 33) (酒水觀音 Jiushui Guanyin) Guanyin dell’aspersione : in piedi, un ramo nella mano destra e un vaso nella sinistra[17].

Oltre a queste 33 forme comunemente accettate, Guanyin (觀音 Guanyin) ha mille altre forme, incluse le seguenti 7 forme esoteriche:
- 1)[11](十一頭觀音 Shiyitou Guanyin) Guanyin dalle undici teste (Sîtâtapatrâryâvalokiteśvara) : in piedi o seduto su un trono di loto, con in mano il vaso o un fiore di loto, con due o quattro braccia, coronato da 11 teste che rappresentano le principali virtù;
- 2) (千臂觀音 Qianbi Guanyin) Guanyin dalle mille braccia (Sahasrabhûjâryâvalokiteśvarâ) :  in piedi o seduto su un loto, talvolta provvisto di undici a ventisette teste e soprattutto di mille braccia che rappresentano l'onniscienza della divinità;
- 3) (如意輪觀音 Ruyilun Guanyin) Guanyin dal gioiello della conoscenza (Chintâmanichakrâryâvalokiteśvarâ) : in piedi, ma il più delle volte seduto in un rilassamento regale o pensieroso, con due o quattro braccia, con in mano un fiore di loto;
- 4) (馬頭觀音 Matou Guanyin) Guanyin con testa di cavallo (Hayagrîvâryâvalokiteśvarâ): in piedi o seduto con la testa di un cavallo su un corpo umano, o da una a tre teste umane coronate da una o due teste di cavallo, dall'aspetto minaccioso ;
- 5) (準胝觀音 Zhunzhi Guanyin) Guanyin il puro (Chundiâryâvalokiteśvarâ) : in piedi o seduto su un loto, provvisto di due, quattro, sei, otto, dodici, diciotto, trentadue o sessantaquattro braccia, con indosso una tiara cilindrica o conica;

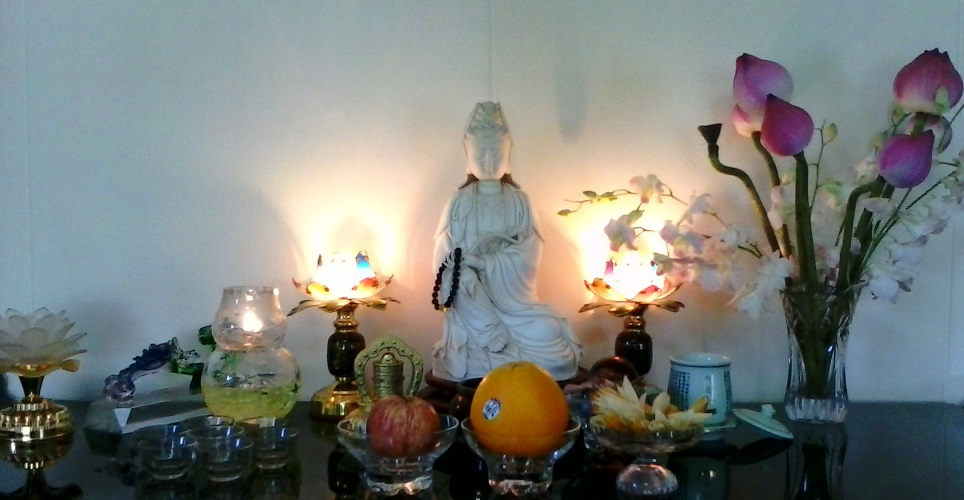
Piccolo altare privato a Guanyin. 21 ° secolo

- 6) (不空絲繩觀音 Bukongsīsheng Guanyin) Guanyin con nodo di seta vuoto (Amoghapâshâryâvalokiteśvarâ) : in piedi o seduto, tenendo la corda, il bastone del pellegrino, il rosario, talvolta con tre teste e da due a trentadue braccia;
- 7) (陀羅尼觀音 Tuoluoni Guanyin) Guanyin la Bonzessa (Bhrikutîâryâvalokiteśvarâ) : seduto su un loto, con una testa con tre occhi, da tre a sei braccia[18].L'ultima delle forme che gli vengono attribuite è quella di Guanyin Donatrice di Bambini (送子觀音 Songzi Guanyin), probabilmente un tentativo di buddizzare una divinità taoista, come (天仙送子 Tianxian Songzi) ed è proprio quest'ultima forma che ha contribuito ad identificarla agli occhi degli europei con la Vergine Maria cristiana.

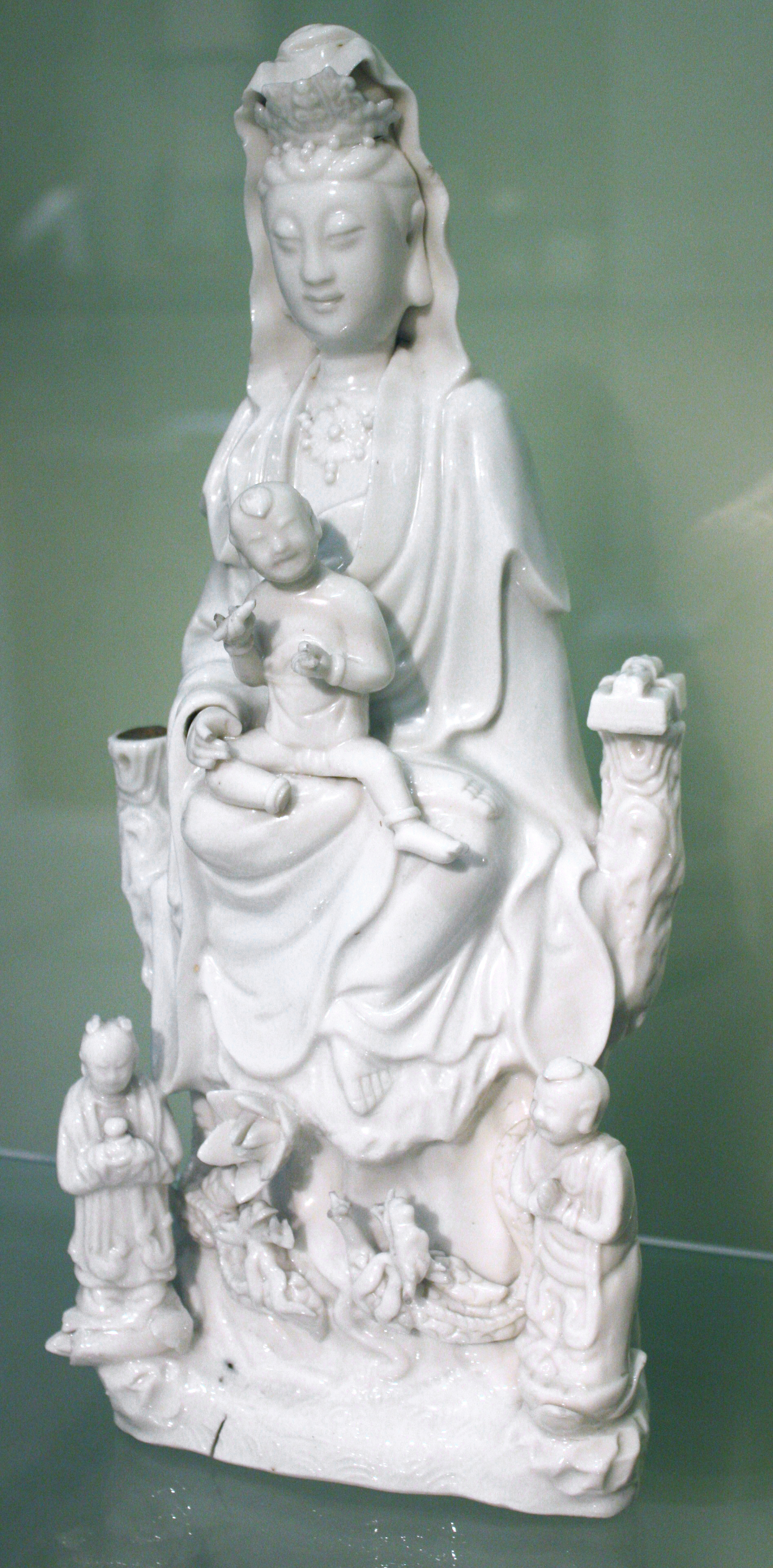
Guanyin come "portatore di figli" con ragazzini e draghi marini. Porcellana "cinese bianca", forni Dehua. Intorno al 1620-1720. Victoria and Albert Museum

Guanyin è anche spesso indicato come Guanyin del Mare del Sud (南海 Nanhai Guanyin), in relazione al tempio di (普陀山 Putuoshan) dove risiede, ma ha molti altri epiteti.
A volte assume la forma di una prostituta per liberare gli uomini dalla loro lussuria o per consentire loro di raggiungere l'illuminazione.

## La leggenda di Miao-shan

### Storia
La più antica iscrizione relativa al culto di Miao-shan, incisa nel 1100, è attribuita al monaco buddista cinese Jiǎng Zhìqí (蒋志奇) (1031-1104). È lì assimilata a Guanyin, nella sua forma di Grande Compassionevole con mille braccia e mille occhi, venerata per diversi secoli nel monastero del Monte Putuo (普陀島 Pǔtuó dǎo), il Monte dei Profumi, una dei Monti sacri della Cina.
Secondo il sinologo britannico Glen Dudbridge, la versione più antica della leggenda appare in una delle cronache del buddismo in Cina, il Lóng xìng fú qiáo biān níng lún (龍興佛橋邊寧倫)(cronache complete degli insegnamenti del Buddha durante il periodo dell'imperatore Sòng Xiàozōng 宋孝宗), scritto nel 1164 dal monaco Tsu-hsiu.

### La leggenda
La rivalità che esisteva tra le scuole taoista e buddista spiega le notevoli variazioni tra le diverse versioni della leggenda.
Nel testo seguente, uno dei personaggi è l'Imperatore di Giada. Questa è quindi una versione influenzata dal pensiero taoista, il che non è il caso del testo distintamente buddista tradotto da Dudbridge.
Durante la dinastia del Cielo d'oro (朝金天 Cháo jīn tiān), il re Miào Zhuāng (妙莊) desiderava un erede, ma poiché aveva versato sangue durante la guerra, gli dei non glielo concessero. Sua moglie mise invece alla luce tre figlie: Miào Qīng (妙清), Miào Yīn (妙音) e Miào Shàn (妙善). 
Quando venne il tempo di maritarle, Miào Shàn rifiutò di sposarsi, perché voleva farsi monaca. Su sua insistenza, suo padre, il re, la spogliò dei suoi vestiti, la vestì di stracci e la lasciò nel giardino della regina, abbandonata alle intemperie. Ma contro ogni previsione, questa vita da eremita si adattava perfettamente alla ragazza.
Dopo molti tentativi di ragionare con lei, decise di andare a unirsi al tempio dell’Uccello Bianco (白雀禪寺 Bái què chán sì) dove risiedevano già cinquecento monache, suo malgrado, il re le permise di lasciare il palazzo per vivere la vita monastica, ma ordinò per decreto le bonze di rendere la vita difficile alla principessa per disgustarla della sua scelta. Ma niente aiutava, Miaochan sopportava tutto senza lamentarsi; la madre superiora le confessò la minaccia che gravava su di loro se la principessa insisteva nella sua scelta, ma maledicendo le suore, Miaochan mantenne le sue posizioni. Finì per fare un patto con le sorelle, si sarebbe occupata dei lavori domestici e della cucina da sola.
Mosso da tanta pietà, l'Imperatore di Giada gli mandò degli Spiriti per aiutarlo, e quando le sorelle videro tutto questo, rimasero meravigliate. Il re, lui stesso, esausto, mandò il suo esercito a bruciare il tempio. Spaventate, le suore andarono a chiedere a Miaochan di aiutarle, così rivolse una preghiera al Cielo e, pungendo il suo palazzo con la sua forcina di bambù, sputò verso il Cielo: si radunarono nuvole che presto estinguono il fuoco, salvando così il tempio. Il re, infuriato, fece mettere ai ferri sua figlia e decise di giustiziarla pubblicamente; sua madre, la regina, però, ebbe un'ultima idea, quella di costruire una torre sulla strada della tortura per attirare a sé sua figlia facendo feste e banchetti che la facessero riflettere sulla sua situazione, sicura di vincere questo questa volta. Il re annuì perché non voleva davvero vergognarsi al pensiero di spargere il sangue di sua figlia, ma non contenta di rifiutare l'offerta di unirsi a sua madre e alla festa, la principessa abbassò la testa e guardò. di fronte ai suoi genitori e li ha totalmente ignorati.
Esasperata, Miaozhuang fece rinchiudere sua figlia nei suoi appartamenti in modo che avesse l'ultima scelta di rinunciare alla sua fede, ma prima della sua inflessibilità, quest'ultima promise di giustiziarla all'alba. Ancora una volta, gli Spiriti si metteranno in gioco: i tudi (土地), lo Spirito del Locale che aveva sentito tutto, è venuto a riferire al Cielo. L'Imperatore di Giada ordinò allo Spirito di vegliare sul suo corpo, in modo che non gli venisse fatto alcun male, infatti, gli fu promesso di diventare Pusa / Bodhisattva e di portarlo nella foresta lontano dalla persecuzione. venire su. L'esecuzione iniziò come previsto, ma né la sciabola del boia, che si spezzò in due, né le lance potevano tagliare il corpo di Miaochan. Così il re decise di farla strangolare con una fascia di seta. La vita aveva appena lasciato il corpo della principessa quando una tigre balzò in piedi e lo afferrò, era il tudi ovviamente.
Quando Miaochan riaprì gli occhi, non era più sulla terra, ma nell'aldilà; fu accolta da un emissario del luogo, che era venuto a mostrarle i diciotto inferni (十八地獄 Shiertiyu). Gli stessi dieci giudici (十殿閻王 Shidian Yenwang) gli vennero incontro e gli chiesero di pregare lì. La principessa ha accettato a condizione che i torturati dei dieci palazzi (小地獄十殿宮 Xiaotiyu Shidiangong) fossero rilasciati mentre l'ascoltavano. Era come desiderava, ma appena aveva cominciato a recitare, che non c'erano più tormenti e che i dannati erano vinti dalla gioia: l'inferno divenne presto il paradiso. I dieci re, spaventati, rimandarono l'anima di Miaochan sulla terra in modo che potesse ritrovare il suo corpo lasciato nella foresta e preservato dal degrado dai tudi.
Miaochan si svegliò di nuovo nella foresta di abeti e, poiché il luogo sembrava deserto, disperò di non poter pregare per nessuno e iniziò a piangere a profusione. In quel momento arrivò uno sconosciuto che si disse commosso dalla sua storia e gli promise il matrimonio, il che offese la principessa che lo respinse violentemente. Quindi, lo sconosciuto le rivelò di essere in realtà il Buddha (如來 Rulai), che aveva messo alla prova la sua fede e aveva deciso di portarla in un luogo dove avrebbe avuto tutto il tempo per pregare per la salvezza degli esseri senzienti: la pagoda del Monte Profumi (香山 Xiangshan), sull'isola di Putuo (普陀島 Putuodao). Le porse una pesca dell'immortalità e poiché l'isola superava i tremila gigli, fu ancora una volta il tudi, trasformato in una tigre, che fu responsabile del suo trasporto lì.
Ha trascorso nove anni sul Monte Putuo (普陀山 Putuoshan) per perfezionarsi, e così è diventata per tutti, la Regina dei tremila Pusa (三千普薩 Sanqian Pusa) e di tutti gli esseri di carne. Dizangwang (地藏王) (chiamato anche Ksitigarbha), il Bodhisattva degli Inferi era così stupito da così tanta virtù, che decise di erigerlo a Sovrano del Cielo, della Terra e del Buddismo. In suo nome fu data una grande cerimonia in cui furono invitate le più grandi divinità del Cielo, della Terra e dell'Inferno, e di fronte a testimoni, Miaochan divenne Guanyin (觀音) e ascese al suo trono di loto.
A Guanyin fu chiesto di trovare un ragazzo e una ragazza che lo aiutassero nel suo compito, ed era lo studente che era responsabile di trovare i suoi nuovi assistenti. Il primo si chiamava Chancai (善才), era ancora solo un giovane bonzo novizio, che non convinse subito il Grande Bodhisattva, così decise di metterlo alla prova: Gli immortali travestiti da pirati fingono di attaccare il tempio e, spaventata, Guanyin corre sul bordo della scogliera e si getta nel vuoto. Senza pensare, anche il giovane monaco si getta nel vuoto per raggiungerla. Di fronte a tanta pietà, Guanyin ha accettato di farne il suo assistente.
Il suo secondo assistente sarà un assistente: poiché una volta aveva salvato il terzo figlio del Re Drago (龍王三子 Longwang Sanzi), trasformato in una carpa, quando era stato catturato da un pescatore, le aveva fatto indossare una perla luminoso per ringraziarla. La nipote Longnü (龍女 cioè Donna-drago) insistette per darglielo di persona e supplicò il nonno di potersi mettere al servizio della dea per seguire i suoi insegnamenti. Dopo molte prove, Longnu divenne a sua volta il seguito di Guanyin con Chancai.
Nel Xiyouji,Diamo un'altra versione della conversione di Chancai a Guanyin: era un mostro chiamato Blackwind (黑風 Heifeng) che fu sconfitto da Sun Wukong (孫悟空, comunemente chiamato il Re Scimmia) e salvato dalla morte da Guanyin, che lo rese il guardiano della retroguardia Putuoshan.Anche in questo romanzo, Guanyin è già accompagnato da un assistente, che non è Chancai, ma Hui'An, il cui autore ci dice che non è altro che Muzha (木吒), il fratello minore di Nezha (哪吒).
La leggenda di solito finisce così: il padre di Miao-shan, re Miaozhuang, si ammala gravemente. Si impegna a cedere il suo trono a chiunque possa guarirlo. Ma nessun medico può trovare la cura efficace. Poi appare un monaco, che gli dice che la medicina che può curarlo dovrà consistere in un braccio e un occhio da qualcuno che è puro e senza macchia. Aggiunge che una persona del genere esiste e vive sul monte Putuo.
Il re esita davanti a una simile proposta. Ma alla fine, su indicazione del monaco, decide di inviare un messaggero a chiedere aiuto a questa santa persona, ignaro che si tratti di una delle sue figlie. Accetta senza esitazione. Subito dopo, il re fu guarito. Desidera poi andare a ringraziare personalmente e offrire il suo trono come aveva promesso alla persona che ha accettato di mutilarsi per salvargli la vita. Quando scopre che è Miao-shan, le chiede perdono per tutto il male che le ha fatto per così tanti anni. Poi gli fece costruire un tempio sul monte,
La storia si conclude con la trasformazione di Miao-shan in Bodhisattva Guanyin. Traboccante di compassione, promise di aiutare tutti gli esseri viventi, non solo gli esseri umani, finché non fossero stati tutti liberati dalla sofferenza. Il suo luogo di residenza è l'isola del Monte Putuo, dove si dedica completamente alla meditazione.

## Xiyouji
Nel romanzo di Wu Cheng En, Xiyouji, spesso tradotto come Viaggio in Occidente, Guanyin occupa un posto molto importante, poiché è lei che veglia sul monaco Sanzang (三藏) e sui suoi discepoli e li protegge durante il loro viaggio. Può essere paragonata ad Atena che ha vegliato su Ulisse e i suoi compagni nell'Odissea di Omero. È lei che sarà scelta dal Buddha per trovare un monaco emerito che cercherà le sacre scritture nel suo paradiso occidentale; è anche lei che troverà i discepoli del monaco e che li convertirà al buddismo. Interviene spesso nella storia per salvare i pellegrini dai mostri che li attaccano, ma finisce sempre per evitare ogni violenza recuperando questi esseri malvagi e accogliendoli sulla Via della Salvezza, salvandoli così una morte senza speranza di riscattarsi. Conserva così il suo status di Grande Compassionevole che guarda il mondo per piangere sulle persone e liberarle dalla loro esistenza intrappolata nel ciclo infernale delle reincarnazioni.

## Due leggende di Guanyin Quan Âm in Vietnam
Il buddismo in Vietnam si è sviluppato a partire dal terzo secolo. Ma fu solo tra il XIV e il XV secolo, senza poter stabilire una data precisa, che la storia cinese intitolata Guanyin of the South Seas (南海 Nanhai Guanyin) iniziò ad essere trasmessa lì, con il titolo Quan Âm Nam Hải, (Quan Âm del Mare del Sud). Va notato che le traduzioni della leggenda in cinese offrono il titolo Guanyin "dei" mari del sud, o "del" mare del sud. In vietnamita, "mare" è sempre al singolare: Quan Âm del mare del sud).

### Quan Âm Nam Hải

#### Monumenti storici
Trascorse più di un secolo tra il 1164, anno di scrittura del più antico testo cinese conosciuto della leggenda di Miao-shan, e l'inizio della sua distribuzione in Vietnam, tra la fine del XIII e l'inizio del XIV secolo, con il titolo Quan Âm Nam Hải. La versione incisa in chữ nôm (antica scrittura vietnamita che utilizzava sinogrammi cinesi) non poteva essere datata con precisione. Quanto al primo testo scritto in chữ quốc ngữ (moderna scrittura vietnamita che utilizza l'alfabeto latino), fu pubblicato nel 1897.

#### Testo

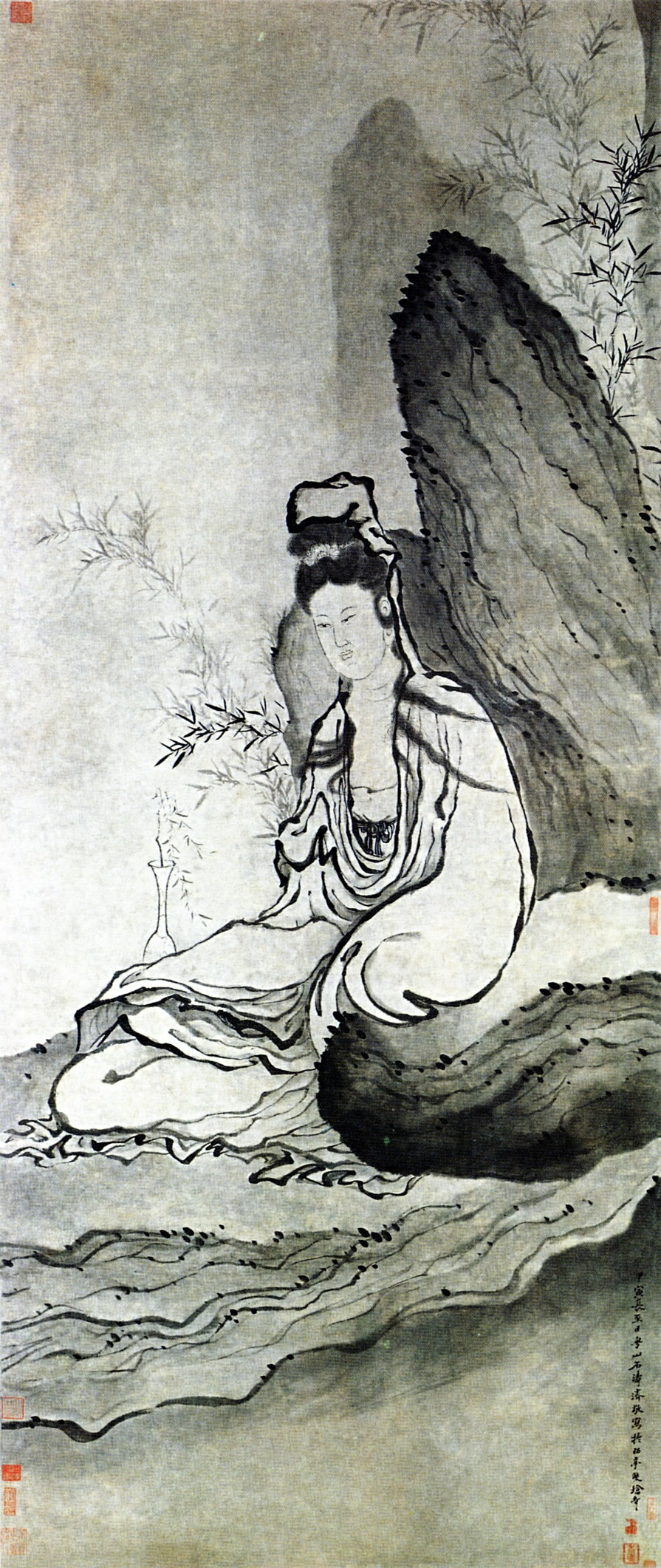
Guanyin. Shitao, 1674. Inchiostro su carta, H. 193,6 cm. Museo di Shanghai

La leggenda di Quan Âm Nam Hải è la traduzione vietnamita di quella di Miao-shan (cinese: 苗山). Esistono diverse varianti nelle due lingue, ma lo schema narrativo e gli eventi sono gli stessi. La versione vietnamita è un po' 'più lunga, poiché alcune scene sono più colorate nello stile locale. I traduttori di trascrizione hanno vietnamita i nomi propri di luoghi e personaggi, e non solo quello di Guanyin. Ecco l'elenco :
| Nomi propri in cinese e vietnamita         | Nomi propri in cinese e vietnamita             | Nomi propri in cinese e vietnamita                                              |
|                                            | Nomi cinesi                                    | Nomi vietnamiti                                                                 |
| ------------------------------------------ | ---------------------------------------------- | ------------------------------------------------------------------------------- |
| Personaggi                                 |                                                |                                                                                 |
| Il re                                      | Miaozhuang (妙莊)                              | Diệu Trang Vuong                                                                |
| Le tre sorelle                             | Miaoqing (妙清)                                | Diệu Thanh                                                                      |
|                                            | Miaoyin (妙音)                                 | Diệu Âm                                                                         |
|                                            | Miao-shan (o Miao-chan) (妙善 o 苗山)          | Diệu Thiện (il futuro Quan Âm)                                                  |
| Il Tathāgata (Buddha)                      | Rulai (如來)                                   | Như Lai                                                                         |
| Il Bodhisattava (guardiano dei 18 inferni) | Dìzàng (地藏王) (sanscrito IAST : Kṣitigarbha) | Địa Tạng                                                                        |
| I due giovani discepoli                    | Chancai (善才) (ragazzo)                       | Thien Tai                                                                       |
|                                            | Longnu (龍女) (ragazza)                        | Long Nữ                                                                         |
| Luoghi                                     |                                                |                                                                                 |
| Pagoda dei profumi                         | Xiangshan (香山)                               | Chùa Hương o Chùa Thơm                                                          |
| Monte Putuo                                | Putuodao (普陀島)                              | Phổ Đà Sơn (situato in Cina) Il Monte Hương Tích (situato nel Vietnam centrale) |

C'è una particolarità da notare. In Vietnam ci sono due pagode dei profumi, l'una e l'altra sono luoghi di pellegrinaggio, ancora oggi. Ma solo il primo, costruito nel XIV secolo nel centro del paese, nella provincia di Hà Tĩnh, è interamente dedicato al culto di Quan Âm come parte della leggenda.
- Prima pagoda dei profumi (Chùa Thơm): la sua origine risale alla fine del XIII secolo o inizio del XIV, quando la leggenda di Quan Âm cominciò a diffondersi nel Viêt Nam. Fu costruita al centro del paese, sul monte Hương Tích, nella provincia di Hà Tĩnh, a 650 metri d’altitudine.
- Seconda pagoda dei profumi (Chùa Hương): costruita ben più tardi, all'inizio del XVII secolo , si trova a circa sessanta chilometri a sud di Hanoï. Il contesto storico della sua costruzione non ha alcuna relazione con la leggenda. Si tratta in realtà di un complesso di diversi luoghi di culto (pagode e templi) dedicati a divinità buddhiste, tra cui Quan Âm, come in tutte le pagode vietnamite o taoiste. È un esempio di sincretismo.

Va anche detto che il testo vietnamita contiene riferimenti simbolici al buddismo Mahāyāna che non compaiono nella storia di Miao-shan. Così sono evocati, nell'ultima parte del testo:
- Il Trikāya, o triplice corpo dei Buddha (vietnamita: Tam Thân), i cui tre aspetti sono simboleggiati come segue:

- il Dharmakāya (vietnamita: Pháp Thân), il corpo del dharma è rappresentato da Quan Âm;
- il Sambhogakâya (vietnamita: Báo Thân), il corpo della felicità è rappresentato dal Monte Putuo / Phổ Đà (situato in Cina), luogo di residenza del Tatāgata (Buddha):
- il Nirmāṇakāya (vietnamita: Ứng Thân), il corpo di "emanazione" o "trasformazione" è rappresentato dal Monte Hương Tích (situato in Vietnam), il luogo di residenza di Quan Âm.
- Quattro degli otto Grandi Bodhisattva (sanscrito IAST : Mahāsattva ; vietnamita : Ma ha Tát) :

- Avalokiteśvara-Guanyin e Diệu Thiện-Quan Âm;
- Mañjuśrī (in vietnamita: Văn-thù-sư-lợi), avente un leone verde come un monte, di cui Diệu Thanh (prima sorella di Diệu Thiện) diventa un'emanazione alla fine della storia;
- Samantabhadra  (in vietnamita: Phổ Hiền) che ha un elefante bianco come cavalcatura, di cui Diệu Âm (seconda sorella) diventa l'emanazione alla fine della storia;
- Kṣitigarbha (Vietnamita: Địa Tạng; Cinese: Dìzàng) che appare nel corso della storia (scena in cui quello che è ancora solo Diệu Thiện visita i 18 inferni).

### Quan Âm Thị Kính

#### Monumenti storici

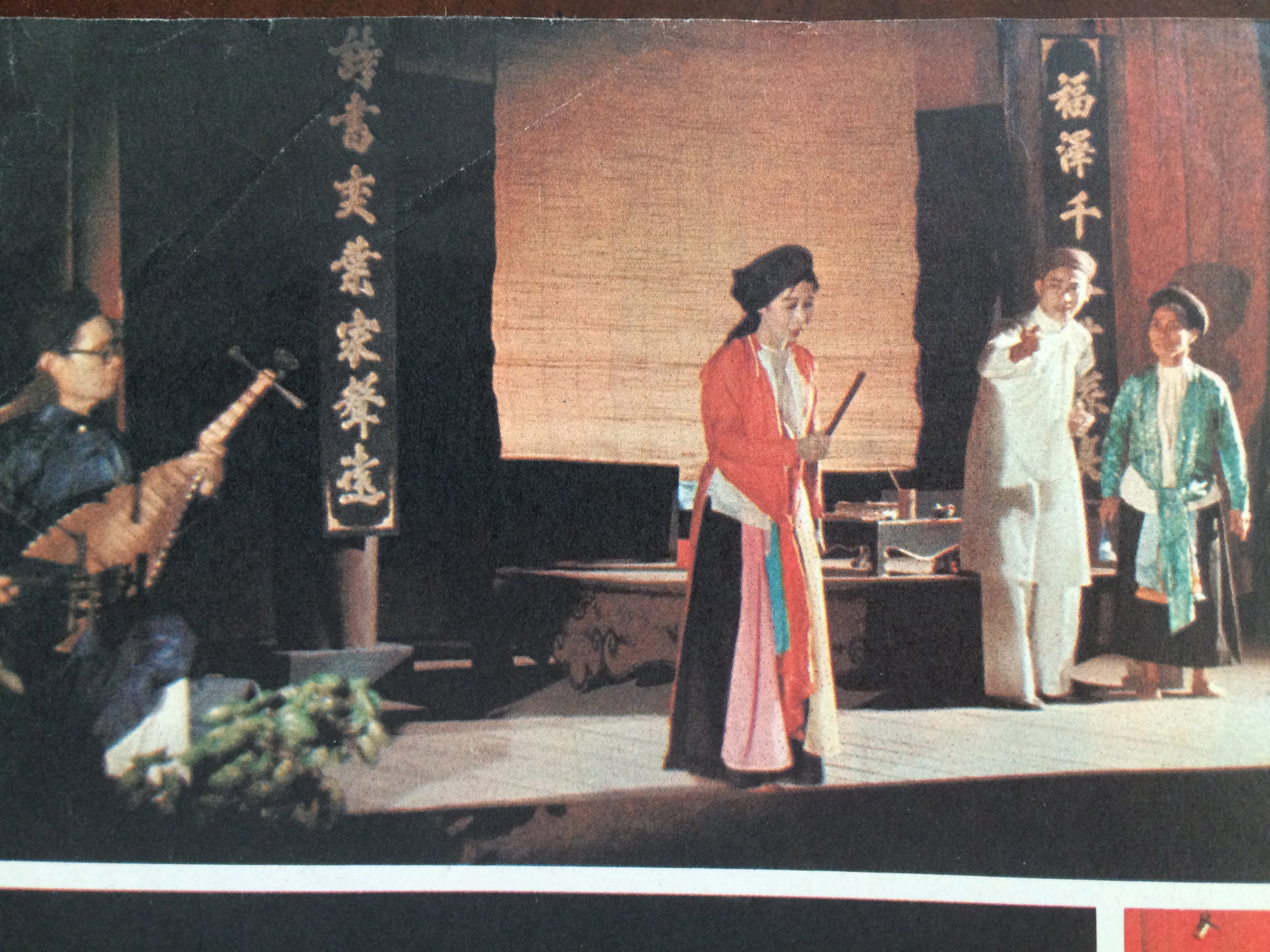
Una rappresentazione dell'opera Quan Âm Thị Kính il 13 dicembre 1972, al Teatro Hát Chéo di Hanoi, Vietnam. Messa in scena: Vu-Khac-Khoan.

Quan Âm Thị Kính è l'omonimo personaggio di un'opera teatrale e di un romanzo scritto in versi chữ nôm (antica scrittura vietnamita utilizzando sinogrammi cinesi), probabilmente tra la fine del XVII e l'inizio del XVIII secolo. Gli storici non hanno ancora stabilito con certezza né la data di creazione né il nome degli autori.

#### I testi
- Il romanzo

L'autore del romanzo conosceva sia il buddismo che il confucianesimo.
La trama segue lo stesso schema di quella del dramma, ma con sviluppi più ricchi dal punto di vista letterario. Scritto da uno studioso per studiosi, è destinato a essere letto e non riprodotto in pubblico. Il suo stile raffinato lo rende incomprensibile alle classi contadine e popolari. Di conseguenza, ha ottenuto solo un successo limitato. Ciò non le impedisce di essere tra le principali opere della letteratura vietnamita.
- Il gioco

Lo spettacolo è scritto in uno stile semplice e diretto che lo rende accessibile a tutto il pubblico. Il suo successo ha attraversato i secoli fino ai giorni nostri. Parte del repertorio classico, è ancora eseguita in Vietnam, o in una versione modernizzata (solo il testo) o nella versione tradizionale dell'opera popolare Chèo (comprese le parti cantate).
Viene eseguita anche all'estero.
Il testo è composto da 786 versi (distici di 6 + 8 piedi) scritti in chữ nôm.
- Personaggi principali

-Thị Kính, il futuro Quan Âm (che si travestirà da monaco nel corso della storia sotto il nome di Kính Tâm) ;
-Thiện Sĩ, suo marito (che si trasformerà in un pappagallo) ;
-Thị Mầu (giovane donna che proverà a sedurre il monaco Kinh Tâm).
- Sinossi

Il testo può essere suddiviso in cinque parti.
1) Thị Kính accusata ingiustamente di tentato omicidio sul marito (c. 1-224)
Thị Kính è una giovane donna che nelle sue nove vite precedenti era il monaco buddista di nome Kinh Tâm. Questa decima vita è l'ultima, perché alla fine della storia diventerà il bodhisattva Quan Âm.
Bella e virtuosa, ha sposato Thiện Sĩ, un giovane di buona famiglia. La giovane coppia vive felicemente. Una sera, si è appisolato sulle ginocchia della moglie mentre lei stava cucendo. Contemplando il viso della sua amata, nota un lungo capello di barba sul suo mento.
Sta per tagliarlo con il coltello da sarta, ma Thiện Sĩ si sveglia di soprassalto. Spaventato, pensa che lei volesse tagliargli la gola. È furioso. Scoppia in lacrime, incapace di convincerlo del suo errore. Le ordina di tornare dai suoi genitori.
2) Thị Kính rinnegato dalla sua famiglia si rifugia nella pagoda (c. 225-370)
Questi genitori si rifiutano di accoglierla, vergognandosi di avere una figlia simile. Respinta così da tutti i membri della sua famiglia, decide di vestirsi da uomo per potersi rifugiare in una pagoda. Viene ammessa come monaco novizio, con il nome di Kinh Tâm, che indossa per la decima volta nel suo viaggio karmico. Purtroppo non ritroverà la serenità sperata, ma al contrario altri tormenti.
3) Thị Mầu cerca di sedurre Kinh Tâm che viene cacciato dalla pagoda (c. 371-384)
Anche quella che era bella quando era donna è "bella" sotto le spoglie di un giovane. Tanto che la figlia di un ricco mercante locale di nome Thị Mầu si innamora di "lui" e tenta di sedurlo. Senza successo. Delusa, ha poi una relazione romantica con il suo bracciante.
Poche settimane dopo, scopre di essere incinta. La vede come un'opportunità per vendicarsi del giovane monaco e afferma che è il padre di suo figlio. Kinh Tâm giura la sua innocenza, ma tutti credono nella sua colpevolezza, compreso il monaco anziano che la scaccia dalla pagoda, perché un monaco che ha commesso una tale colpa si è reso impuro. Ha obbedito, senza fornire l'unica prova che poteva salvarla, non volendo che il bugiardo fosse rimproverato.
4) Kinh Tâm alleva il figlio di Thị Mầu (c. 385-692)
Ma il peggio accade pochi mesi dopo. Thị Mầu, dopo aver partorito, abbandona il suo bambino sotto il portico della pagoda, dove ora dorme Kinh Tâm, che accetta di prendersi cura di lui. "Lui" deve supplicarlo per nutrirlo. Tutti lo trovano normale poiché è "suo" figlio. L'elemosina è accompagnata da insulti. Kinh Tâm sopporta la situazione senza mai lamentarsi.
Passano tre anni. Il bambino cresce, ma la salute di Kinh Tâm inizia a peggiorare. Sentendosi sul punto di scadere, "lui" scrive una lettera ai suoi genitori per raccontare loro tutto, e soprattutto per chiedere loro di affidare il bambino alla pagoda, se il monaco anziano è d'accordo.
5) Kinh Tâm muore di esaurimento e diventa il bodhisattva Quan Âm (dal 693 al 786 circa)
Quando il monaco anziano scopre la verità, si rende conto di essere stato ingiusto e si pente del suo atteggiamento. Per riscattarsi, accetta di prendersi cura del bambino. Thị Mầu è condannato a pagare tutte le spese funebri e piangere. Allo stesso tempo, Buddha, che ha visto tutta la storia, decide di accogliere Thi Kinh nei cieli. Così ottiene lo stato di bodhisattva sotto il nome di Quan Âm. Successivamente, anche i suoi genitori potranno stare con lei, così come il figlio di Thị Mầu, a condizione che rimangano sul loto che funge da base del Bodhisattva. Quanto a Thiện Sĩ, il marito incredulo, si trasforma in un pappagallo e dovrà stare su un trespolo vicino a Quan Âm.

### Diệu Thiện e Thị Kính, personaggi diversi
Con il loro comportamento esemplare, le due eroine raggiungono lo stato di bodhisattva. Tuttavia, un'analisi delle due leggende evidenzia diverse differenze tra i personaggi di Diệu Thiện e Thị Kính. Ecco due esempi:
- Determinazione: la prima fa quello che ha deciso di fare, mentre la seconda è una donna sottomessa. I loro rispettivi atteggiamenti nei confronti dell'autorità paterna ne sono un esempio: uno si rifiuta di sposarsi, l'altro accetta e successivamente sopporta l'ingiustizia e l'umiliazione senza dire una parola.
- Vocazione religiosa : Diệu Thiện ha fatto questa scelta fin dalla tenera età, rispondendo a una chiamata interiore; Thị Kính sceglie la pagoda solo come ultima soluzione dopo essere stata ripudiata dal marito e rifiutata dai suoi genitori; inoltre, deve nascondere la sua identità femminile;

Fin dall'inizio, comprendiamo che Diệu Thiện è destinato a essere un bodhisattva. Thị Kính no, ma fa piangere gli spettatori, che conoscono la verità. Ai loro occhi, lei merita davvero di raggiungere il nirvana alla fine della storia.
In un paese fortemente segnato dal confucianesimo, l'atteggiamento inizialmente ribelle di Diệu Thiện nei confronti dell'autorità paterna è un errore. Ma è perdonata quando accetta di dare i suoi occhi e le sue membra per salvare il padre malato. È la più grande testimonianza dell'amore che un bambino può dare ai suoi genitori in termini di pietà filiale. E il suo profondo dolore nel vedere soffrire i malati degli inferi, esprime i sentimenti del futuro bodhisattva di compassione.
Thị Kính rifiuta di confondere Thị Mầu e accetta di assumere il ruolo di "padre" adottivo. Sacrifica la sua salute e rinuncia alla sua vita. Questa è l'espressione estrema dell'aiutare gli altri, in questo caso il bambino.

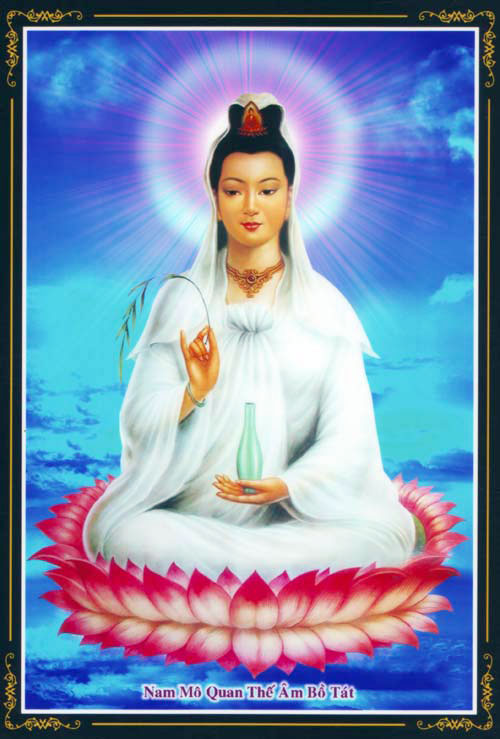
Rappresentazione vietnamita di Guanyin, denotata dai nomi: Quan Âm o Quán Thế Âm, e anche Quán Thếm Bồ Tát (Bodhisattva Quán Thếm). Utilizzato come immagine votiva e protettiva (autore anonimo e anno di creazione sconosciuto).

Quindi, in un certo senso, queste due storie sono complementari, così come le eroine stesse. Gli autori hanno voluto conciliare buddismo, confucianesimo e taoismo, dando uguale posto all'amore, alla compassione, all'aiuto per gli altri e alla pietà filiale. Questo è un esempio di sincretismo riuscito.

### Posteri
La devozione a Quan Âm non si interrompe da secoli e ancora oggi il suo culto è molto diffuso in Vietnam e anche tra i vietnamiti nella diaspora.
Nelle pareti della maggior parte delle pagode, una statua di dimensioni più o meno imponenti la rappresenta in piedi su un fiore di loto. Così posto all'esterno, sembra accogliere i visitatori. All'interno è sempre rappresentata due volte: da un lato nel gruppo della triade (vietnamita: Tây Phương Tam Thánh) dove è posta alla destra del Buddha Amitābha (vietnamita: A-di-đà) che occupa la posizione centrale e il bodhisattva Mahasthamaprapta (vietnamita: Đại Thế Chí) posto alla sua sinistra; d'altra parte, nella sua forma di Avalokiteśvara con quattro, otto o mille braccia.
È designato con tre nomi: Quan Âm (hán-viêt: Quan = osservare, Âm = i suoni); Quán Thế Âm (hán-viêt: Thế = il mondo dei mortali); Quán Thế Âm Bồ-tát (hán-viêt: Bồ-tát = bodhisattva).
Ogni giorno, o in determinati giorni dei mesi lunari, i fedeli recitano il Chú Đại Bi, o Đại Bi Tâm Đà La Ni (sanscrito IAST :Nīlakaṇṭha Dhāraṇī, ou Mahākaruṇika Dhāraṇī), il Mantra di Grande Compassione che è specialmente indirizzato a lui. È molto presente nella pratica del culto dei buddisti vietnamiti.

## I pappagalli di Guanyin e Quan Âm Thị Kính
- Guanyin

Nell'iconografia popolare è spesso rappresentata accompagnata da un pappagallo bianco, il più delle volte posto alla sua destra, a volte alla sua sinistra (come nell'illustrazione a fianco), che sbatte le ali e tiene il suo becco è una perla o un nastro di perline. Ecco una versione della sua storia:
L'azione si svolge durante il periodo della dinastia Tang (618-907). Un giorno, un piccolo pappagallo va alla ricerca del cibo preferito di sua madre, che, essendo malata, non riesce a muoversi. Ma lungo la strada, viene catturato da un bracconiere che sperava di venderlo. Quindi non le fa del male. Passano diversi giorni prima che l'uccello possa scappare prima di essere venduto. Ma quando torna al nido, trova sua madre morta. Triste per non essere riuscito a tornare a casa in tempo, organizza il suo funerale e piange. Quindi giura di diventare un discepolo di Guanyin.
Il Bodhisattva, che ha visto tutto, è commosso dalla sua storia e l'accetta. Simboleggia la pietà filiale.

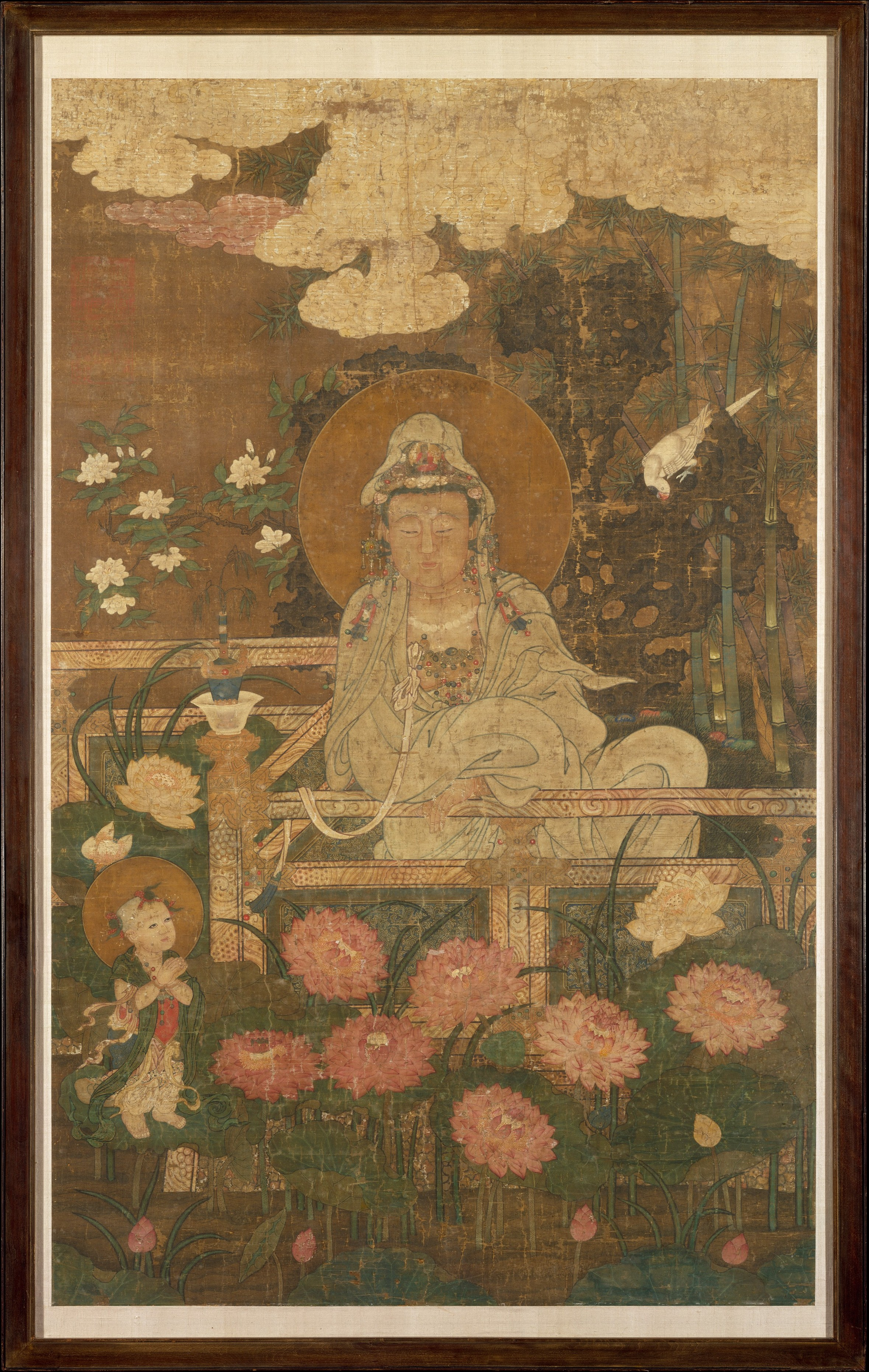
Guanyin con nove fiori di loto. Pergamena appesa, inchiostro e pittura su seta. Autore anonimo. Cina, 1593. Metropolitan Museum of Art, New York. In alto a destra, possiamo vedere un pappagallo bianco.

Possiamo notare che non vi è alcun pappagallo menzionato nella leggenda di Quan Âm Nam Hải.
- Quan Âm Thị Kính

La trasformazione del marito incredulo in un pappagallo sembra più una punizione che una ricompensa, come nella storia di Guanyin. L'autore dell'opera si riferiva probabilmente a una versione della leggenda cinese. È sorprendente, tuttavia, che il comportamento che simboleggia la pietà filiale (l'atteggiamento del giovane pappagallo verso la madre malata) sia stato trasformato in una reazione violenta da uno stupido marito, credendo erroneamente che sua moglie volesse ucciderlo.
Nei testi buddisti si era già parlato di pappagalli. Nel Jātaka, che elenca le 547 vite precedenti di Gautama Buddha, tre storie hanno come eroi due fratelli pappagallo chiamati Rādha (il maggiore) e Poṭṭhapāda (il giovane), che personificano il futuro Buddha e Ānanda. Questi sono Rādha-Jātaka (n ° 145 e 198) e Kālabāhu-Jātaka (n ° 329).

## Relazione con il vegetarianismo
Guanyin ha promesso di aspettare che tutti gli esseri senzienti siano liberi dalla sofferenza prima di raggiungere la Buddità. Per tutti gli esseri viventi, significa non solo gli esseri umani ma anche gli animali.
Nei paesi in cui si è sviluppato il buddismo Mahayana, i praticanti vedono questo impegno come un'espressione di profonda compassione. Quindi Guanyin è associato al vegetarianismo. Per questo molti sono quelli che decorano le loro cucine con immagini o calendari su cui è stampata la sua effigie (in Vietnam è Quan Âm). Le riviste e le riviste vegetariane buddiste lo hanno preso come un emblema o un logo.

## Guanyin nel mondo del qigong
Diversi qigong si riferiscono a Guanyin e alcuni addirittura portano il nome. In Francia, una forma di qigong di Guanyin chiamata "Mille mani sacre" viene insegnata dall '"Institut du Quimétao" di Parigi, diretto dal maestro Jian Liujun. Questo qigong è descritto nel suo libro intitolato "Dao of Harmony, Quintessence of Qigong". Altre due forme sono insegnate anche in Francia dalla scuola Sheng Zhen diretta dal maestro Li Junfeng che vive negli Stati Uniti. Questi qigong sono descritti nel libro Wuji Yuan Gong.

## Nella fantascienza
Il titolo di Guanshiyin compare nell'opera di fantascienza The Expanse di James S. A. Corey (pseudonimo di due autori) per riferirsi al nome dell'astronave del miliardario Jules-Pierre Mao.

## Nel manga
- In Gantz di Hiroya Oku, il "capo finale" dell'arco del tempio buddista è un Senju Kannon.
- In I signori dei mostri di Hiroshi Shiibashi, uno degli Yokai di Kyoto è un Senju Kannon.
- In Hunter x Hunter : Netero ha la capacità di generare Hyakushiki Kannon.

### Fonti
- (EN) Lokesh Chandra, The Thousand-armed Avalokiteśvara, Volume1, New Delhi, Abhinav Publications, Indira Gandhi National Centre for the Arts, 1988, ISBN 81-7017-247-0.
- Chün-fang Yü, Kuan-yin:The Chinese Transformation of Avalokiteśvara, New-York, Columbia University Press, 2001, 639 p., ISBN 0-231-12029-X (pbk.:alk paper) et ISBN 0-231-12028-1 (cloth: alk.paper).
- (EN) The Columbia Hystory of Chinese Literature, New-York, Columbia University Press, Victor H.Mair Editor, 2001, ISBN 0-231-10984-9.
- (EN) E.B Cowell, R.Chalmers, H.T Francis, W.H.D.Rouse, R.A Neil, The Jātaka or Stories of the Buddha's Former Births, Cambridge, Angleterre, Cambridge University Press, 1895-1907. (Rééditions: 1913, 1990, 2004, 2013, 2015, 2016), ISBN 978-81-208-0725-9.
- (FR) Kenneth Dean.Article de Rolf A. Stein, Avalokitesvara/Kouan-yin : Exemple de transformation d'un dieu en déesse- Cahiers d’Extrême-Asie, Collection n°2, Paris, Publications de l’EFEO, pp.17-80, 1986, ISBN 978-2-85539-841-9. . consultato il 26 novembre 2019 .
- Père Henri Doré - Recherches sur les Superstitions en Chine, le Panthéon Chinois (éditions You Feng, 1996) sur la légende de Miaochan : Vol. 6, Art. VIII, pag. 94 à 138.
- Glen Dudbridge. The Legend of Miao-shan (édition révisée), Oxford, Oxford Oriental Monographs, Oxford University Press, 19 February 2004, 172 p., ISBN 9780199266715.
- Louis Frédéric - Les Dieux du Bouddhisme, Guide Iconographique (éditions Flammarion, 1992) les 33 formes japonaises de la Déesse : Chap. V les Bodhisattva de Compassion : Avalokiteśvara.
- Gérard Huet, Dictionnaire Héritage du Sanskrit / The Sanskrit Heritage Dictionary, version en ligne (voir lien externe)
- (FR) Hữu Ngọc, Dictionnaire de la culture traditionnelle du Vietnam, Hà Nội, Thế Giới, Éditions en langues étrangères. Adresse : 46 Trần Hưng Đạo,, 1993.
- (EN) Wilt L. Idema, Personal salvation and filial piety : two precious scroll narratives of Guanyin and her acolytes, Honolulu, University of Hawai Press, 2008, ISBN 978-0-8248-3215-5. Titre du rouleau concerné: The Filial Parrot in Qing Dynasty Dress: A Short Discussion of the Yingge baojuan(Precious scroll of the parrot).Lien web éditeur:  consultato il 26 novembre 2019.
- Jean-Claude Martin - Memento des Kanji (éditions FransOrienT, 1998) pour la signification des kanji.
- (FR) Minh Chi, Ha Van Tan, Nguyen Tai Thu, Le Bouddhisme au Vietnam, Hà Nội, Thế Giới, Éditions en langues étrangères. Adresse : 46 Trần Hưng Đạo, 1993.
- (EN) Cuong Tu Nguyen, A Study of the Thiền Uyển Tập Anh, in Zen in Medieval Vietnam, Honolulu, University of Hawaii Press, 1997, ISBN 0-8248-1948-9.
- (EN) Shri Bhagavatananda Guru, A Brief History Of The Immortals Of Non-Hindu Civilizations, Notion Press, 2015, ISBN 978-93-5206-453-3.. consultato il 26 novembre 2019.
- (EN) Paul Steven Sangren, Female Gender in Chines Religious Symbols : Kuan Yin, Ma Tsu, and the ‘Eternal Mother’ : Journal of Women in Culture and Society, vol. 9, Chicago (Illinois), The University of Chicago Press Journals, 1983, pp.4-25. . consultato il 26 novembre 2019.
- (VI) Trần Hữu Tá - Nguyễn Huệ Chi, Từ điển văn học (bộ mới) (fr : Dictionnaire de la littérature (nouvelle édition), Ho-Chi-Minh-Ville, Nhà xuất bản Thế Giới. Adresse : 7 Nguyễn Thị Minh Khai, Bến Nghé, Quận 1, gennaio 2005.
- (EN) Charles A.S Williams, Chinese Symbolism and Art Motifs, Quatrième édition complétée, pp. 242-246.(réf.complètes:voir section Bibliographie).
- Wu Cheng En Xiyouji (éditions la Pléiade, 1991) sur la légende de Heifeng et Chancai : Vol. 1, Livre VI, Chap. XVII à XVIII.

Altri dizionari
- Petit dictionnaire japonais-français (éditions You Feng, 1987) pour la recherche de signes.
- Dictionnaire concis de Français-Chinois (éditions la Presse Commerciale Larousse, 1994) pour la correspondance des signes japonais-chinois.